# L'Idée d'université
L'Idée d'université, (« Idea of a University ») est un ensemble de conférences données par John Henry Newman entre 1852 et 1858 dans lesquelles il défend sa conception de l'éducation et de l'université qu'il va fonder à la demande des évêques irlandais. 
Cet essai permet de développer la conception de John Henry Newman, tant sur le rôle de l'Église au sein de l'Université que sur la conception du savoir humain, ainsi que la façon dont il conçoit les différentes sciences dans leurs rapports au savoir. 
Les dernières conférences portent plutôt sur l'intérêt de l'université pour l'étudiant. John Henry Newman s'oppose à la conception de l'université comme lieu de formation des hommes vertueux ou chrétiens. Selon lui, le savoir ne peut pas se confondre avec la vertu ; l'université ne pouvant pas former le chrétien, mais seulement le gentleman. Sa description des gentlemen est rentrée de la postérité, au point qu'elle est souvent présente dans les anthologies littéraires sur le sujet. 

## Histoire de l'ouvrage

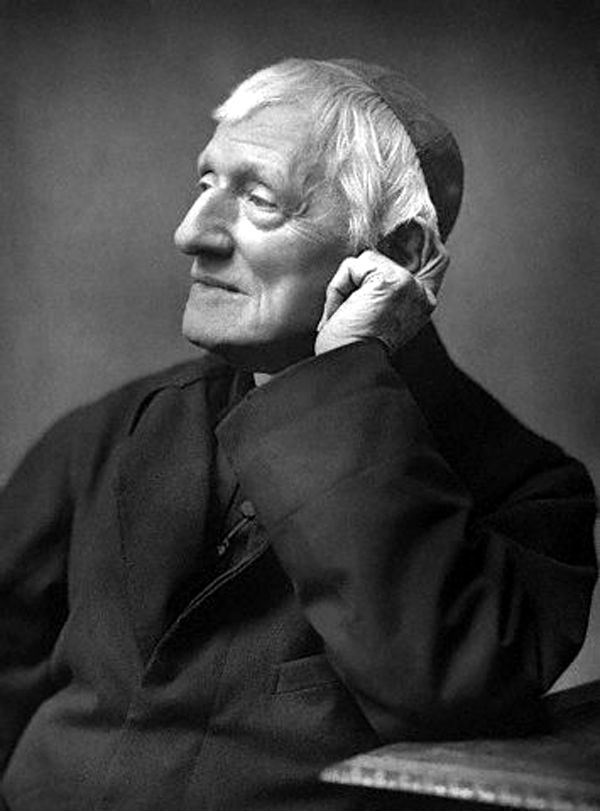
Photo de John Henry Newman à la fin de sa vie

Étudiant puis Tuteur à l'Université d'Oxford, John Henry Newman a eu un rôle important dans le domaine de l'éducation, qui plus est dans le cadre prestigieux d'Oxford. Il tenta d'y pratiquer ce qu'il considère comme la véritable éducation, mais se trouva vite en désaccord avec son directeur au sein d'Oxford, Richard Whately. Il démissionna donc de l'Université. En 1843 il se convertit au catholicisme, et en 1850 les évêques d'Irlande lui demandent de fonder une Université catholique à Dublin, la Catholic University of Ireland. Avant de fonder l'université, il lui fut demandé de prêcher des conférences sur sa conception de l'éducation et de l'Université. Ces conférences données entre 1852 et 1858 sont à l'origine de L'idée d'université, livre dans lequel il développe sa conception de la culture, de l'éducation et de la place de la foi chrétienne au sein de celle-ci.

## Contenu des conférences

### Préliminaires
Lors de sa première conférence, John Henry Newman présente sa méthode de travail et les présupposés de sa réflexions qui le conduisent à promouvoir l'idée d'université. Il affirme fonder sa conception non pas sur des dogmes mais sur sa propre expérience personnelle. Sa principale volonté est de fonder une éducation libérale pour les étudiants. Il affirme dès le début l'importance de savoir regarder chez les autres, et non pas seulement chez les catholiques, les vérités, prenant l'exemple des Pères de l'Église qui étudiaient volontiers avec les profanes. L'université doit donc rechercher les idées vraies et justes en soi. 
John Henry Newman pose ensuite deux questions : celle de savoir quelle est la place de la théologie dans l'université, et de savoir si l'université peut se réduire à la seule étude dite scientifique.  Se fondant sur l'autorité de l'Église, reprenant alors l'histoire de l'Église dont il montre la fidélité au Christ, il affirme que la demande de fondation d'une université, par l'Église locale, devient alors une source légitime pour commencer sa fondation.

### La théologie, branche du savoir
Reprenant la problématique sur la place de la théologie au sein de l'Université, John Henry Newman affirme qu'exclure la théologie de l'Université signifie s'opposer à la nature même de l'Université, celle-ci ayant pour vocation d'enseigner un savoir universel. Mais c'est aussi exclure les étudiants qui voudraient se consacrer à l'étude de la théologie.
Dans un deuxième temps, John Henry Newman reprendra toutes les objections faites contre la présence de la théologie au sein de l'université.
Prenant l'hypothèse que la théologie puisse conduire à la compréhension de la vérité, Newman explique que l'exclure de l'université est absurde, ou revient à affirmer que la religion ne peut conduire à aucune vérité. John Henry Newman critique aussi la position des universités qui refusent l'enseignement de la théologie, alors même que les professeurs et le directeur de l'université font une prière en début d'année. Ainsi, il critique vivement les philosophes croyants, qui refusent de parler de Dieu mais prétendent pourtant professer un enseignement portant sur toute la connaissance.

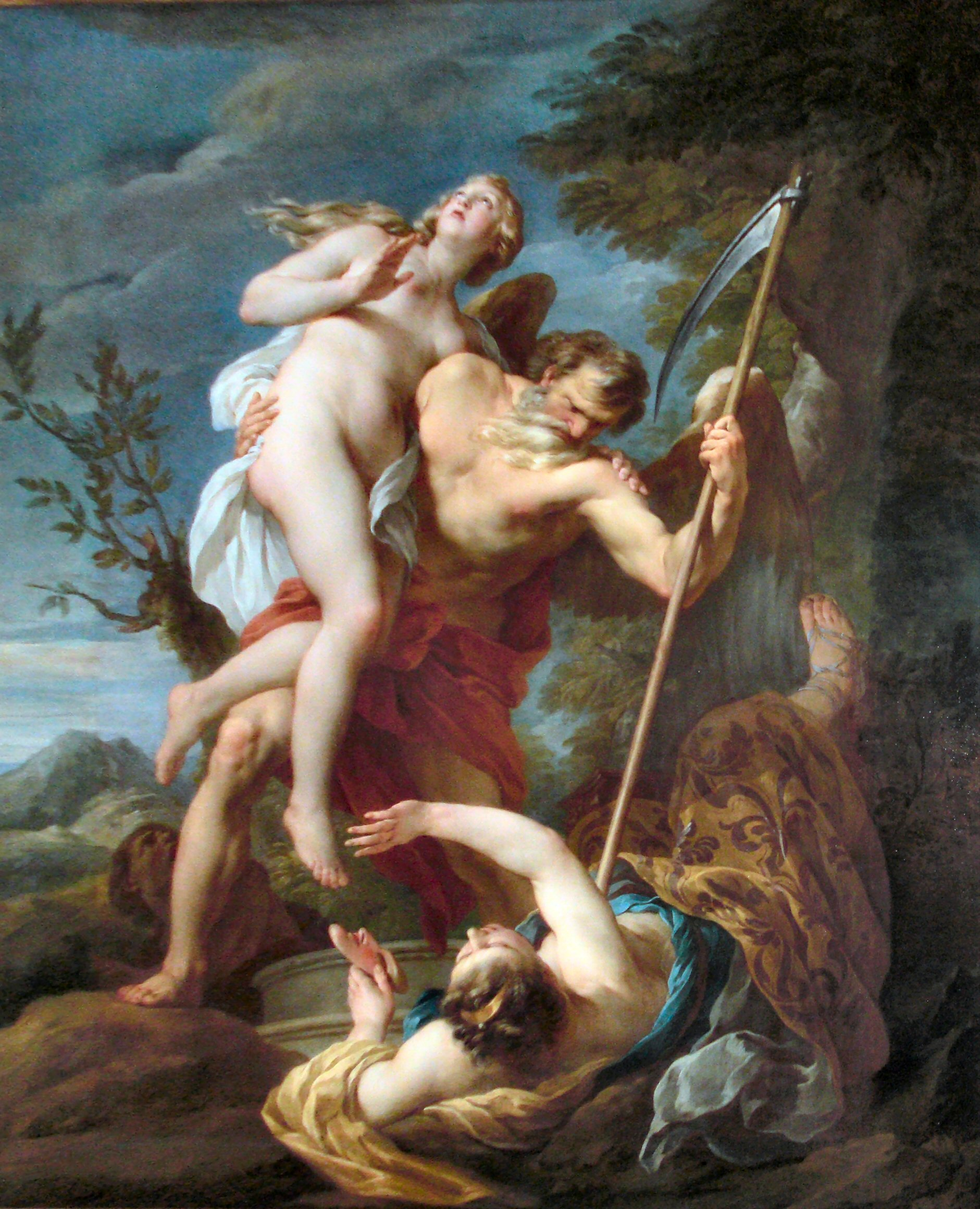
Le temps sauvant la Vérité de l'erreur, François Lemoyne, 1737

John Henry Newman dénonce dans un deuxième temps la conception de la foi des évangéliques et des luthériens. Les évangéliques développent une conception dans laquelle « la religion n'est pas une question de connaissance, mais d'émotion ou de sentiment ». La conception des luthériens réduit, pour John Henry Newman, la foi à une émotion, à un attachement, alors qu'il est principalement pour les catholiques un « acte de l'intelligence, qui a pour objet la vérité et qui conduit à la connaissance ». Cette conception protestante conduit donc à nier les connexions qui existent entre la foi, la vérité et la connaissance. Tout devient alors subjectif. Cette conception conduit donc à reléguer la religion à un simple objet social : « Ils apprirent à croire et tenir pour assuré que la religion n'était rien de plus qu'une réponse aux besoins de la nature humaine, et non pas un donné objectif et une œuvre de Dieu ».
John Henry Newman développe alors la conception d'Henry Peter et de Lord Henry Brougham qui tentent de placer la religion dans le domaine des arts et des sentiments. Cette classification est contraire à la conception que se fait John Henry Newman, pour qui la religion a pour objet la recherche de la vérité et n'a rien à voir avec les sentiments.La philosophie défendue par Lord Henry Brougham conduit à exclure Dieu du domaine de la connaissance, alors même que Lord Henry Brougham affirme que la science provient et conduit à Dieu. Il critique alors la suffisances des prétendus scientifiques modernes « Je connais trop la condition d'une société comme la nôtre, pour laquelle l'autorité, la prescription, la tradition, la coutume, la morale naturelle, les interventions divines elles-mêmes ne comptent plus ; une société qui méprise et qualifie de subtilité et de scolasticaille tout ce qui est patiente méditation ou profondeur et logique dans les idées ; qui fait de la libre discussion et du droit à l'erreur le patrimoine de chaque individu ».
John Henry Newman continue sa conférence en critiquant les conceptions d'un Dieu architecte, dans laquelle Dieu interviendrait par la présence des lois de la nature. Pour Newman, « une piété de cette nature n'est qu'une poésie de la pensée et ornement de langage, rien de plus ». Il dénonce alors les nouvelles conceptions de la théologie de la nature : « je ne vois pas la différence entre professer que Dieu n'existe pas, et laisser entendre que sur lui on ne sait rien de précis ».
John Henry Newman critique la conception de la connaissance de David Hume pour qui seuls les phénomènes comptent dans la connaissance de Dieu. Pour John Henry Newman la connaissance ne se réduit pas aux seuls phénomènes, et il conclut en affirmant que la doctrine religieuse est un savoir, et qu'en tant que savoir il doit être enseigné au sein de l'université.

### Influence de la théologie sur les autres branches du savoir
Au cours de la troisième conférence consacré à l'Idée d'université, John Henry Newman tente de montrer en quoi l'exclusion de la théologie du cursus universitaire est préjudiciable à l'Université.
Dans un premier temps, il prend acte du fait que chaque discipline cherche à développer un aspect très précis d'étude sur un sujet. Les scientifiques cherchent donc à exclure les autres disciplines de leur objet de recherche. Or ces études, restent cependant partielles et disparates. En effet l'homme par exemple est un sujet d'étude, mais une science ne peut prétendre avoir l'intégralité du savoir, l'homme étant étudié sous différents aspects: physique, biologique, anatomique, historique, philosophique... Ainsi les sciences sont reliées les unes aux autres, et se complètent les unes les autres, et toute science qui ne prend pas en compte les autres sciences ne peut être qu'incomplète et peut se tromper. La connaissance du savoir est un tout pour John Henry Newman, dans la même mesure que l'univers est un. La science qui étudie les rapports des sciences entre elles est la philosophie pour Newman. 

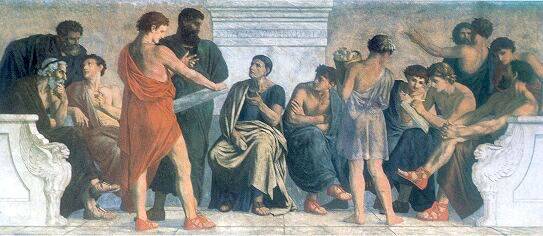
L'école d'Aristote

Or si l'on veut exclure un domaine du savoir, comme la théologie, c'est exclure du savoir universel un ensemble de richesse qu'elle apporte aux autres. Ainsi la théologie, comme toute science doit prendre des vérités sans altérer les autres sciences : « S'il y a une vérité religieuse, nous ne pouvons fermer les yeux sur elle sans que l'ordre entier des vérités physiques, métaphysiques, historiques, morales en soit altéré. La vérité religieuse, en effet, touche à toute vérité ». 
La tentative de certains physiciens de nier au nom de leur science la théologie est absurde pour John Henry Newman dans la mesure où prétendre qu'une science a toutes les clés de compréhension du monde est une erreur. Ainsi se priver d'une science, la théologie, c'est priver toutes les autres du soutien qu'elle peut apporter.
John Henry Newman définie alors la théologie comme la science de Dieu, et la systématisation des vérités que nous possédons sur Dieu. Dieu est un Être suprême coupé du monde qu'il a créé. John Henry Newman donne alors une longue définition de Dieu. Il est impossible à l'imagination de pouvoir se le figurer ce que la raison démontre. Dieu étant la source de toute la création, il est présent dans tout, John Henry Newman affirme alors « Les prescriptions du sens moral et les remords de conscience qui les suivent, c'est Lui qui les inspire. Les dons précieux de l'intelligence, les irradiations du génie, l'imagination du poète, le flair du politicien, la sagesse (comme dit l'Écriture) qui tantôt bâtit et décore le Temple, tantôt s'exprime en paraboles et en proverbes, nous les lui devons. Les vieux dictons des nations, les augustes préceptes de la philosophie, les claires maximes du droit, les oracles de la sagesse individuelle, les principes traditionnels de la vérité, de la justice et de la religion, - même assujetties à la corruption ou altérées par l'orgueil du monde - témoignent de son action originelle et de sa patiente présence ».
La théologie croise alors toutes les sciences en quelques endroits pour John Henry Newman. Se basant sur l'histoire de l'humanité, John Henry Newman montre qu'il a toujours existé une science de Dieu dans toutes les civilisations. C'est la recherche de la vérité la plus élevée, elle est donc pour John Henry Newman : une condition indispensable à l'existence du savoir en général.

### Influence des autres branches du savoir sur la théologie

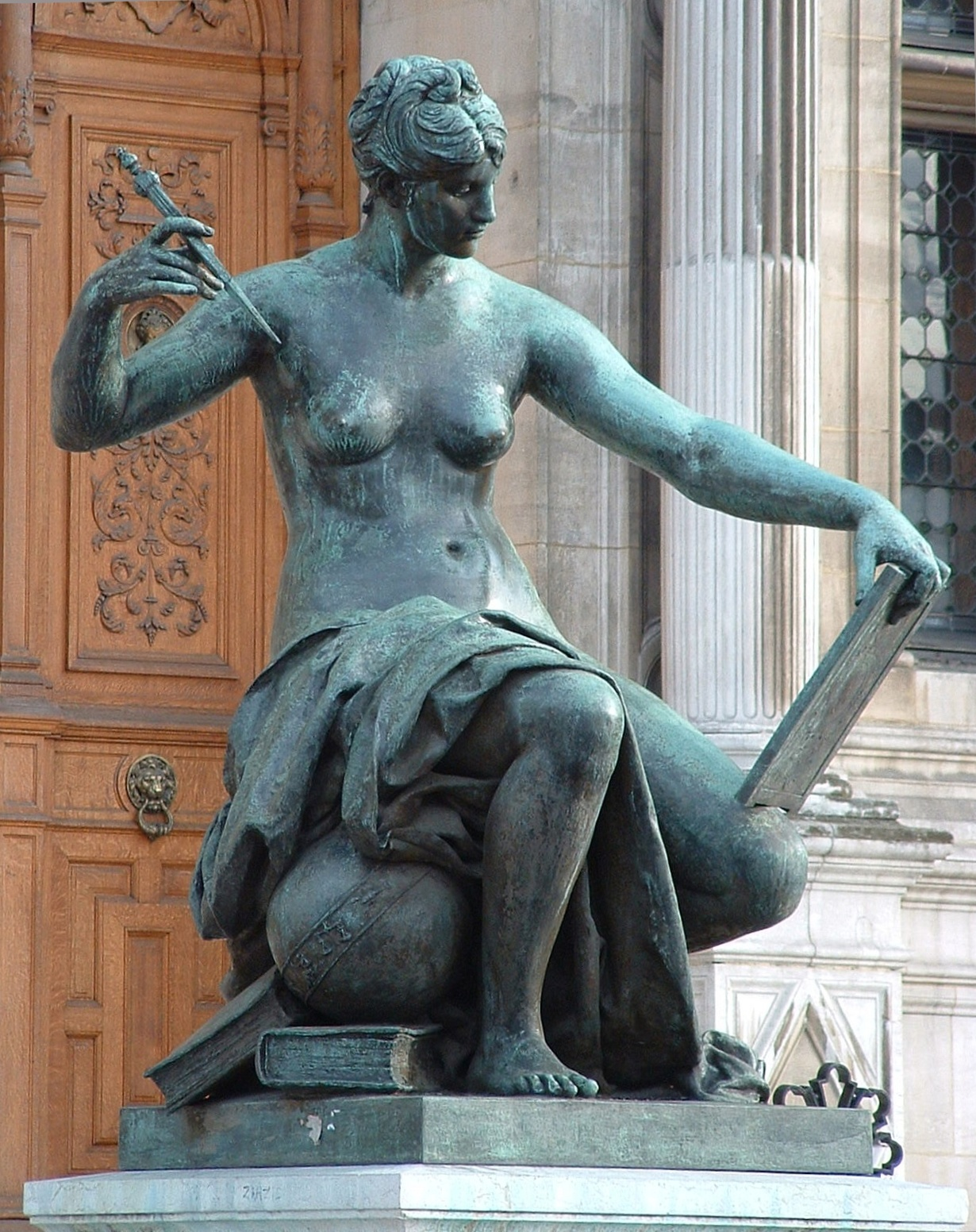
Allégorie de la Science par Jules Blanchard.

John Henry Newman dans la quatrième conférence nie l'opposition qu'il y aurait entre la foi et la science. Pour lui il ne peut pas y avoir d'opposition entre la science et la religion, même si elle se fonde sur la révélation, mais pointe au contraire une difficulté qu'il voit naître dans l'évolution des sciences, celle que certaines sciences s'érigent en interprète unique de la réalité.
Il considère ainsi que certaines personnes spécialisés imposent à tous des généralités qui dépassent le simple cadre de leur science. La science prend alors la place de la théologie qu'elle dénigre. Newman critique alors la tendance àl' autonomie des sciences, qui suivent leurs propres lignes de pensées et s'écartent alors de la vraie connaissance. Il prend alors différents exemples, tout d'abord celle d'un médecin qui affirme que l'homme n'a pas d'immortalité de l'âme, puisqu'il ne peut le vérifier. Pour Newman cette affirmation est l'exemple même du fait que la science peut prendre la place de la théologie en s'autonomisant, voulant imposer sa vision aux autres sciences : le médecin en affirmant la non-existence de l'âme outrepasse sa propre discipline. De même il critique certains penseurs économiques, qui prétendent dicter ce qui est bien ou mal dans les comportements économiques, en parlant de comportements vertueux de l'épargne ou du travail. Pour Newman, la science économique a pour objet de connaître les mécanismes économiques, mais en aucun cas de dicter ce qui est bien ou pas. Quand l'économiste dicte une conduite morale, il s'écarte de sa discipline ou plutôt il prétend prendre la place de la théologie. De même certains historiens, comme Edward Gibbon, nient la réalité de l'Évangile dans la mesure où ils ne peuvent trouver des preuves historiques, présentées par d'autres personnes que les chrétiens pour justifier certains passages décrits dans l'Évangile. Or là encore pour Newman l'historien dépasse son rôle de science quand il prétend affirmer ce qui a existé ou pas dans la connaissance historique : même s'il ne nie pas l'importance de l'évidence historique, il critique les affirmations d'historiens qui, parce qu'ils n'ont pas d'évidence historique, nient la réalité de l'Évangile. Ces mêmes historiens pourraient selon Newman même nier l'existence du christianisme dans les premiers siècles n'ayant aucune évidence pour le prouver. Or cette déduction est là encore une limite de l'esprit scientifique de ces sciences pour Newman.
Ainsi Newman affirme que l'hostilité des sciences envers la religion provient du fait que les sciences sortent de leurs cadres naturels d'étude pour occuper la place de la théologie. De là découle la nécessité pour John Henry Newman de la présence d'une chaire de théologie au sein des universités qui permettrait de dialoguer avec les autres sciences et éviteraient que celles-ci outrepassent leurs sujets d'études.

### Le savoir qui est sa propre fin

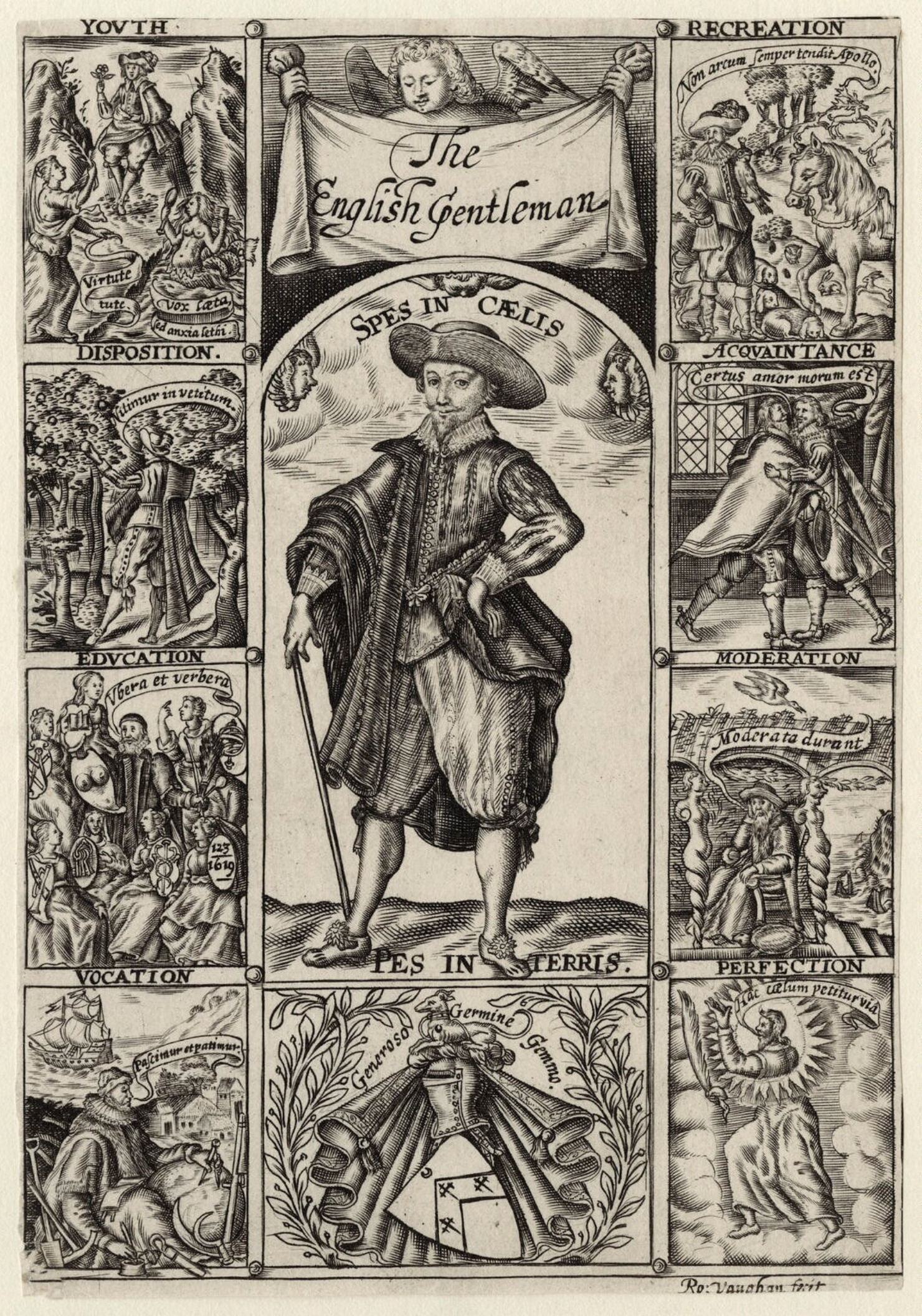
Richard Brathwait Le gentleman Anglais parfait (1630)

Au cours de la cinquième conférence John Henry Newman continue sa réflexion, non plus en se plaçant sur l'importance et le rapport des sciences entre elle, mais il pose la question du rôle de l'enseignement de l'université pour l'étudiant. 
Au cours de cette conférence, il affirme que l'université a pour objectif de faire découvrir le savoir aux étudiants. Toutes les sciences étant liés entre elles, il est important pour Newman que l'université puisse offrir différentes disciplines afin de permettre tant un ajustement des sciences entre elles, que de pouvoir donner une « éducation libérale » aux étudiants. L'éducation sera d'autant plus libérale pour Newman qu'elle assure l'universalité de la connaissance.
Sur la question de l'objectif du savoir, John Henry Newman affirme que le savoir est une fin en soi, que la connaissance est à elle-même la récompense des études, et qu'elle concourt à satisfaire un besoin immédiat de la nature humaine, celui de la connaissance.
Pour Newman « le savoir prend le nom de science ou de philosophie, quand il a été ouvré, informé ou imprégné par la raison ». Le but de l'Université est donc de favoriser chez les étudiants, non pas une instruction avec une accumulation de connaissances, mais une éducation, c'est-à-dire développer notre nature intellectuelle. Pour cela il faut que l'université conduisent les étudiants à se placer au niveau des idées et non des connaissances.
Enfin, Newman pose la place du savoir dans l'éducation au sens plus large. Il refuse catégoriquement de considérer que la connaissance conduise à avoir un comportement vertueux ou qu'il ait une importance dans la formation humaine : « Quoi que puisse dire les amis ou les ennemis du savoir libéral, j'insiste sur ce point, c'est une grave méprise que de lui confier le soin de favoriser la vertu ou la religion ». Le savoir « ne guérit pas plus les cœurs qu'il n'améliore notre situation temporelle ». Cette conception conduit à sa célèbre affirmation : « le savoir est une chose, la vertu une autre ».
Ainsi pour Newman, l'éducation libérale « ne fait ni le chrétien, ni le catholique, elle fait le gentleman ». Pour Newman l'objectif du savoir n'a donc rien à voir avec la lutte contre les passions ou l'orgueil humain, qui sont d'un autre ordre.

### Le savoir dans ses rapports avec l'érudition
La sixième conférence de Newman considère le problème de la perfection de l'intelligence. Il montre que le but principal de l'université est avant tout l'éducation à l'intelligence, c'est-à-dire à bien raisonner dans tous les domaines et à rechercher la vérité.
Le rapport qu'entretient l'université avec la culture et la connaissance doit donc être pensé pour John Henry Newman. L'université, à la différence de l'école, n'est pas le lieu ou l'on accumule les connaissances pour Newman. Bien que les connaissances aient un rôle important pour l'élargissement de l'esprit, Newman pointe un problème lié à l'intelligence humaine : celle-ci peut être illuminé par les connaissances, or parfois ces connaissances qui ne sont pas assimilées avec un esprit critique conduisent à une illusion de connaissance, du fait d'un sentiment d'épanouissement. Cette sensation conduit alors à rejeter tout ce qui était antérieur comme erreur et conduit selon Newman au fanatisme.
Mais pour qu'il y ait vraiment élargissement de l'intelligence, il faut que la personne soit capable de digérer, d'assimiler et de les ordonner : « l'élargissement suppose qu'une puissance formatrice intervient ici pour mettre en ordre le contenu de notre connaissance et lui donner une signification... S'il n'y a pas eu comparaison des idées entre elles, à mesure qu'elles se présentaient à l'esprit, et systématisation de ces idées, il n'y a pas eu d'élargissement ». Le but de l'université est donc d'apprendre aux étudiants à savoir développer l'élargissement de leur esprit, par la possibilité d'envisager plusieurs objets comme un tout et à comprendre la valeur respective de chacun.
Newman continue de mettre en garde sur une trop grande importance donnée à la mémoire dans les études: « celle-ci peut tyranniser autant que l'imagination », le savoir pour Newman consiste donc plus à l'apprentissage de la réflexion et de la puissance de l'intelligence qu'une accumulation de savoirs. Newman critique alors les examens dans lesquelles la seule demande des professeurs est de réciter les cours et « une fois terminé le temps des études, vomissent avec dégoût tout ce qu'ils ont appris ». Newman vante alors le modèle des universités pluridisciplinaires tel que l'était Oxford pendant ses études, cette pluridisciplinarité est pour Newman un moyen important d'atteindre cette richesse de l'intelligence.

### Le savoir dans ses relations avec l'habileté personnelle

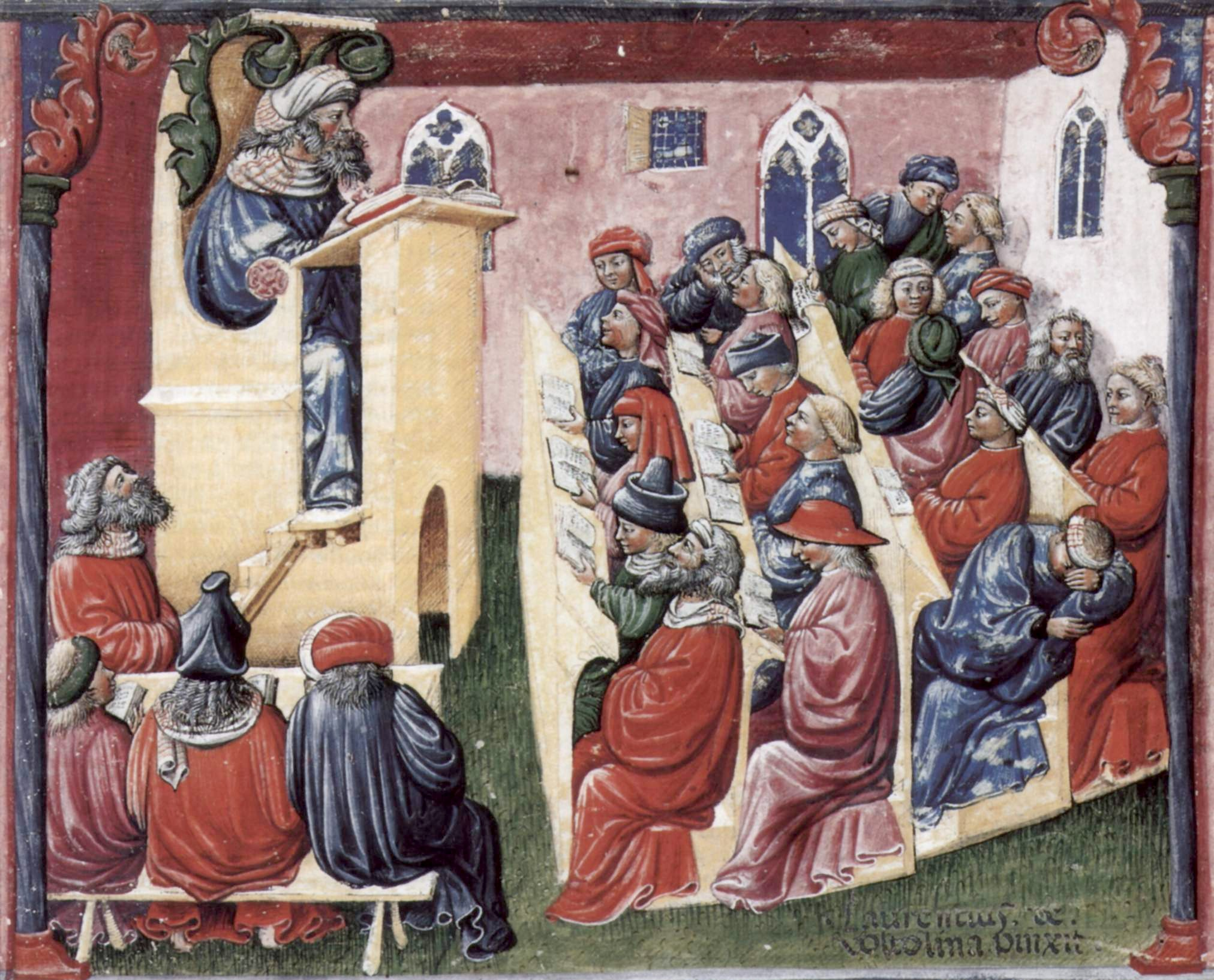
Gravure représentant l'une des premières universités: l'Université de Bologne

Dans la huitième conférence Newman tente de savoir quelle est la place de la culture et de la religion au sein de l'université. Il affirme que la religion et la culture n'ont pas le même objet : la culture ne remplace pas les mobiles religieux ; elle n'a aucun effet surnaturel ni ne prépare au sens propre à rien de surnaturel pour Newman. 
Même si la culture conduit à un comportement qui peut être éloigné de ce que la religion appelle le péché, la culture n'a pas pour vocation de guérir le cœur, contrairement à la religion. Ainsi prenant l'exemple du comportement gentleman, Newman montre que ce comportement issu de l'intelligence peut conduire à un comportement plus élevé moralement, par le respect des différentes opinions par exemple, mais qu'il n'a rien à voir avec la religion, qui cherche à produire des hommes vertueux : « la conscience ne représente pas pour eux, comme elle le devrait, la voix d'un législateur, mais seulement l'impératif de leur propre intelligence, et rien d'autre »

### Appendice Discours V : le savoir (universel) envisagé comme une philosophie.

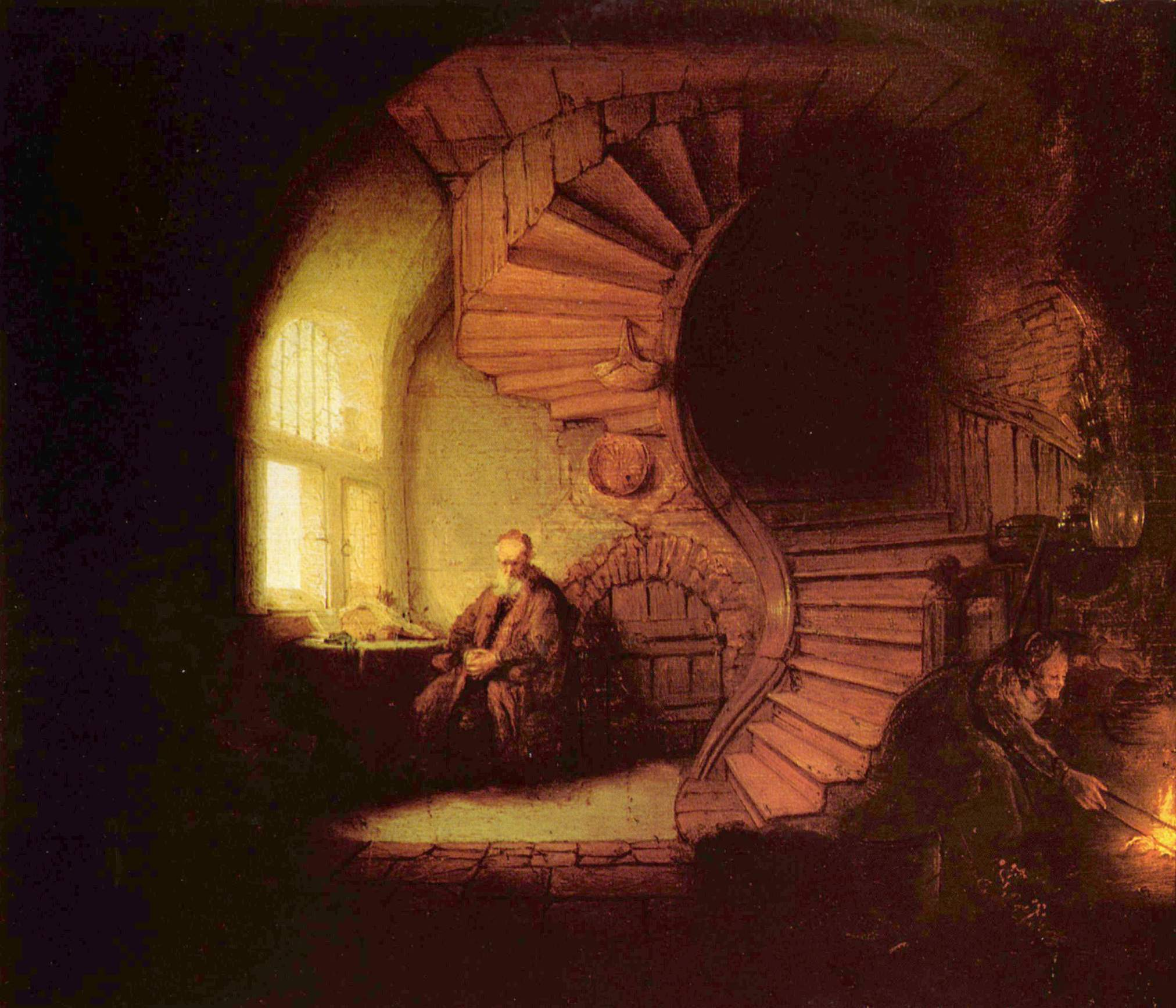
Le philosophe par Rembrandt.

## Influence
Edith Stein traduit ses conférences et s'inspire de la conception de John Henry Newman dans sa conception de l'éducation.